# Andre Dillard
Andre Dillard (Woodinville, 3 ottobre 1995) è un giocatore di football americano statunitense che milita nel ruolo di offensive tackle per i San Francisco 49ers della National Football League (NFL).

## Carriera universitaria
Dillard al college giocò a football con i Washington State Cougars dal 2015 al 2018. Divenne titolare nel 2017 e da quel momento disputò 26 partite, tutte come partente.

## Carriera

### Philadelphia Eagles
Dillard fu scelto nel corso del primo giro (22º assoluto) del Draft NFL 2019 dai Philadelphia Eagles. Debuttò come professionista psubentrando nella gara del primo turno contro i Washington Redskins. La sua stagione da rookie si chiuse disputando tutte le 16 partite, di cui 4 come titolare.

### Tennessee Titans
Il 13 marzo 2023 Dillard firmó con i Tennessee Titans.

### Green Bay Packers
Il 18 aprile 2024 Dillard firmò con i Green Bay Packers. Con essi disputò 10 partite, nessuna delle quali come titolare.

### San Francisco 49ers
Il 9 maggio 2025 Dillard firmò con i San Francisco 49ers.

## Palmarès
- National Football Conference Championship: 1

Philadelphia Eagles: 2022